# Atletisme als Jocs Olímpics d'Estiu de 1952
Als Jocs Olímpics d'Estiu de 1952 celebrats a la ciutat de Hèlsinki (Finlàndia) es disputaren 33 proves atlètiques, 24 en categoria masculina i 9 en categoria femenina. Les proves es disputaren a l'Estadi Olímpic de Hèlsinki entre els dies 20 i 27 de juliol de 1952.

## Resum de medalles

### Categoria masculina
| Prova                          | Or                                                                          | Or      | Argent                                                                             | Argent  | Bronze                                                                         | Bronze  |
| 100 m Detalls                  | Lindy Remigino                                                              | 10.4    | Herb McKenley                                                                      | 10.4    | McDonald Bailey                                                                | 10.4    |
| 200 m Detalls                  | Andy Stanfield                                                              | 20.7    | Thane Baker                                                                        | 20.8    | James Gathers                                                                  | 20.8    |
| 400 m Detalls                  | George Rhoden                                                               | 45.9    | Herb McKenley                                                                      | 45.9    | Ollie Matson                                                                   | 46.8    |
| 800 m Detalls                  | Mal Whitfield                                                               | 1:49.2  | Arthur Wint                                                                        | 1:49.4  | Heinz Ulzheimer                                                                | 1:49.7  |
| 1.500 m Detalls                | Josy Barthel                                                                | 3:45.1  | Bob McMillen                                                                       | 3:45.2  | Werner Lueg                                                                    | 3:45.4  |
| 5.000 m Detalls                | Emil Zátopek                                                                | 14:06.6 | Alain Mimoun                                                                       | 14:07.4 | Herbert Schade                                                                 | 14:08.6 |
| 10.000 m Detalls               | Emil Zátopek                                                                | 29:17.0 | Alain Mimoun                                                                       | 29:32.8 | Aleksandr Anufriyev                                                            | 29:48.2 |
| 110 m tanques Detalls          | Harrison Dillard                                                            |         | Jack Davis                                                                         |         | Arthur Barnard                                                                 |         |
| 400 m tanques Detalls          | Charles Moore                                                               |         | Yuri Lituyev                                                                       |         | John Holland                                                                   |         |
| 3.000 m obstacles Detalls      | Horace Ashenfelter                                                          | 8:45.4  | Vladimir Kazantsev                                                                 | 8:51.6  | John Disley                                                                    | 8:51.8  |
| 4x100 m relleus Detalls        | Estats UnitsDean Smith · Harrison Dillard · Lindy Remigino · Andy Stanfield |         | Unió SovièticaBoris Tokaryev · Levan Kalyayev · Levan Sanadze · Vladimir Sukharyev |         | HongriaLászló Zarándi · Géza Varasdi · György Csányi · Bela Goldoványi         |         |
| 4x400 m relleus Detalls        | JamaicaArthur Wint · Leslie Laing · Herb McKenley · George Rhoden           |         | Estats UnitsOllie Matson · Gene Cole · Charles Moore · Mal Whitfield               |         | AlemanyaGünther Steines · Hans Geister · Heinz Ulzheimer · Karl-Friedrich Haas |         |
| Marató Detalls                 | Emil Zátopek                                                                | 2:23:03 | Reinaldo Gorno                                                                     | 2:25:35 | Gustaf Jansson                                                                 | 2:26:07 |
| 10 km marxa Detalls            | John Mikaelsson                                                             |         | Fritz Schwab                                                                       |         | Bruno Junk                                                                     |         |
| 50 km marxa Detalls            | Giuseppe Dordoni                                                            |         | Josef Dolezal                                                                      |         | Antal Róka                                                                     |         |
| Salt de llargada Detalls       | Jerome Biffle                                                               | 7.57    | Meredith Gourdine                                                                  | 7.53    | Ödön Földessy                                                                  | 7.30    |
| Triple salt Detalls            | Adhemar da Silva                                                            |         | Leonid Shcherbakov                                                                 |         | Arnoldo Devonish                                                               |         |
| Salt d'alçada Detalls          | Walter Davis                                                                | 2.04    | Kenneth Wiesner                                                                    | 2.01    | José da Conceição                                                              | 1.98    |
| Salt amb perxa Detalls         | Bob Richards                                                                | 4.55    | Donald Laz                                                                         | 4.50    | Ragnar Lundberg                                                                | 4.40    |
| Llançament de pes Detalls      | Parry O'Brien                                                               | 17.41   | Darrow Hooper                                                                      | 17.39   | Jim Fuchs                                                                      | 17.06   |
| Llançament de disc Detalls     | Sim Iness                                                                   | 55.03   | Adolfo Consolini                                                                   | 53.78   | James Dillion                                                                  | 53.28   |
| Llançament de javelina Detalls | Cyrus Young                                                                 | 73.78   | Bill Miller                                                                        | 72.46   | Toivo Hyytiäinen                                                               | 71.89   |
| Llançament de martell Detalls  | József Csermák                                                              |         | Karl Storch                                                                        |         | Imre Németh                                                                    |         |
| Decatló Detalls                | Bob Mathias                                                                 |         | Milt Campbell                                                                      |         | Floyd Simmons                                                                  |         |

### Categoria femenina
| Prova                          | Or                                                                     | Or    | Argent                                                            | Argent | Bronze                                                                       | Bronze |
| 100 m Detalls                  | Marjorie Jackson                                                       | 11.5  | Daphne Hasenjager                                                 | 11.8   | Shirley Strickland                                                           | 11.9   |
| 200 m Detalls                  | Marjorie Jackson                                                       | 23.7  | Puck Brouwer                                                      | 24.2   | Nadezhda Khnykina                                                            | 24.2   |
| 80 m tanques Detalls           | Shirley Strickland                                                     |       | Mariya Golubnichaya                                               |        | Maria Sander                                                                 |        |
| 4x100 m relleus Detalls        | Estats UnitsMae Faggs · Barbara Jones · Janet Moreau · Catherine Hardy |       | AlemanyaUrsula Knab · Maria Sander · Helga Klein · Marga Petersen |        | Regne UnitSylvia Cheeseman · June Foulds · Jean Desforges · Heather Armitage |        |
| Salt de llargada Detalls       | Yvette Williams                                                        | 6.24  | Aleksandra Chudina                                                | 6.14   | Shirley Cawley                                                               | 5.92   |
| Salt d'alçada Detalls          | Esther Brand                                                           | 1.67  | Sheila Lerwill                                                    | 1.65   | Aleksandra Chudina                                                           | 1.63   |
| Llançament de pes Detalls      | Galina Zybina                                                          | 15.28 | Marianne Werner                                                   | 14.57  | Klavdia Tochonova                                                            | 14.50  |
| Llançament de disc Detalls     | Nina Romashkova                                                        | 51.42 | Elizaveta Bagryantseva                                            | 47.08  | Nina Dumbadze                                                                | 46.29  |
| Llançament de javelina Detalls | Dana Zátopková                                                         | 50.47 | Aleksandra Chudina                                                | 50.01  | Elena Gorchakova                                                             | 49.76  |

Els resultats de les proves de velocitat i marxa estan expressats en hores/minuts/segons.
Els resultats de les proves de salt i llançament estan expressats en metres.
Els resulatts del decatló estan expressats en punts.

## Medaller
| Posició | País           | Or | Argent | Bronze | Total |
| 1       | Estats Units   | 15 | 10     | 6      | 31    |
| 2       | Txecoslovàquia | 4  | 1      | 0      | 5     |
| 3       | Austràlia      | 3  | 0      | 1      | 4     |
| 4       | Unió Soviètica | 2  | 8      | 7      | 17    |
| 5       | Jamaica        | 2  | 3      | 0      | 5     |
| 6       | Itàlia         | 1  | 1      | 0      | 2     |
| 6       | Sud-àfrica     | 1  | 1      | 0      | 2     |
| 8       | Hongria        | 1  | 0      | 4      | 5     |
| 9       | Suècia         | 1  | 0      | 2      | 3     |
| 10      | Brasil         | 1  | 0      | 1      | 2     |
| 10      | Nova Zelanda   | 1  | 0      | 1      | 2     |
| 12      | Luxemburg      | 1  | 0      | 0      | 1     |
| 13      | Alemanya       | 0  | 3      | 5      | 8     |
| 14      | França         | 0  | 2      | 0      | 2     |
| 15      | Regne Unit     | 0  | 1      | 4      | 5     |
| 16      | Argentina      | 0  | 1      | 0      | 1     |
| 16      | Països Baixos  | 0  | 1      | 0      | 1     |
| 16      | Suïssa         | 0  | 1      | 0      | 1     |
| 19      | Finlàndia      | 0  | 0      | 1      | 1     |
| 19      | Veneçuela      | 0  | 0      | 1      | 1     |